# دوایت توماس
دوایت توماس (انگلیسی: Dwight Thomas; ۲۳ سپتامبر ۱۹۸۰) دونده سرعت اهل جامائیکا بود.
وی در مسابقات کشوری و بین‌المللی در مجموع برندهٔ ۹ مدال طلا، ۱ مدال نقره، ۱ مدال برنز شده‌است.